# 新米爾福德 (伊利諾伊州)
新米爾福德（英語：New Milford）是位於美國伊利諾伊州溫納貝戈縣的一個村落。

## 地理
新米爾福德的座標為42°11′00″N 89°04′16″W / 42.18333°N 89.07111°W，而該地最高點為海拔高度224米（即735英尺）。

## 人口
根據2010年美國人口普查的數據，新米爾福德的面積為33.69平方千米，當中陸地面積為32.86平方千米，而水域面積為0.83平方千米。當地共有人口697人，而人口密度為每平方千米20人。